# 簡何巧雲
簡何巧雲（英語：Rachel Cartland，1950年4月18日—，本姓Howard），前英國殖民地官員，1972年加入港府，曾任社署助理署長。夫簡德倫（M. D. Cartland）同為政務官，亦同樣任要職（如工商科港府駐日內瓦代表），與布思仁和布簡瓊伉儷為少有夫妻皆供職於港府的英國政務官。她亦是前政務司陳方安生好友。1976年7月她嫁予簡德倫，育有一子一女及三名孫兒女（包括一名孫女）；簡德倫駐日內瓦時，她暫停香港職務，隨夫赴瑞士生活，至其駐畢日內瓦。
她也是為數不多、香港主權移交後仍留港履職的英籍政務官，並稱「對自己1997年之後繼續留任政府工作的決定信心十足」。

## 早年
簡何氏在港台節目《對話》透露她自幼家境欠佳。然而憑一己努力，終得以就讀牛津大學。在19、20歲時就幻想埋首辦公室紙堆中，當時1969年至1972年就讀牛津大學政治學、哲學和經濟的她亦熱衷組織學生活動等。偶然機會下她看見了港府的招聘廣告，心想既可結合興趣和工作，亦可赴外工作，就報考港府政務官一職。她有想過當律師，唯家境貧困不允許。她在牛津讀書期間入住Lady Margaret Hall。

## 公職
1972年在牛津大學畢業後，旋即於9月18日加入港府。首個崗位是新界政務署。1981年4月1日，任職於市政總署，並署任首長級乙級政務官；1989年9月改派至新析出的文康廣播科，出任副文康廣播司（廣播、娛樂及行政），期間監管影視及娛樂事務處並與香港電台保持溝通，並於1991年擔正為文康廣播司，亦負責設立香港藝術發展局。1992至93年間處理衞星電視及有線電視發牌事宜；1993年中限制傳媒大亨梅鐸旗下新聞集團收購無綫電視，梅鐸遂改為收購Star TV，唯港府不准其作粵語廣播。1995年任社會福利署助理署長（社會保障），沙士期間依然在位，直至2006年1月31日。

## 退休過後
2006年1月31日退休，其後她成立智庫Cartland Consulting，從事政策研究，最關注貧富懸殊。退休後，與其他大部分返回祖家過活的同儕相反，留港的簡何氏仍積極就本港政治和民生等議題發聲，並在多個非政府慈善機構工作，包括婦女基金會、香港盲人輔導會（曾任主席）、中國牛津獎學金（信託人）、香港城市室樂團（董事局成員）。文章散見於《中國日報香港版》、Hong Kong Free Press、《南華早報》等。
2012年完成自傳《Paper Tigress》（傳媒譯名為《回歸15年之變了的地位》），亦加入政府山關注組，阻止政府把舊政府總部的西座拆卸重建做寫字樓；該關注組遭時任發展局局長林鄭月娥點名批評。當時接受《蘋果日報》訪問的她，表示對英國留下的法治引以為榮，而中共要求司法、行政合作，則令她不寒而慄。她亦認為，前政務司司長陳方安生離開政府，是施政轉差的開始。
2013年，時任特首梁振英決定不發牌予商人王維基的香港電視網絡，引起社會強烈反彈。曾任副文康廣播司的簡何巧雲指政府拒發牌予香港電視的做法「奇怪」，認為即使有行政會議保密制，政府也應提供更多資料理據，解釋發牌決定。
2014年5月13日應邀在香港外國記者會演說時指，香港已瀕臨管治不了的邊緣，唯一解決之道就是找到適當的模式選出香港的領袖和立法會。她又形容香港目前的政治制度，是「世上最荒謬的」（the most ridiculous political system in the world）。她又認為立法會功能組別中，「當中有些人之惡劣，可與英國19世紀時實行的特權自治市（county borough）之腐敗相比，這些小圈子選出來的議員只顧本身的利益，但地區選舉卻又是個非常怪異的選舉制度，事實上已被扭曲到任何只要行為激進的候選人，都會成為大熱門。」2014年港台《對話》節目中，被問到預視到十年後的香港將如何，她指要麼香港就有如西方般有民主、政黨政治，要麼就會出現極為不穩定（extremely unsettled）的情況，前者未能實現主因是沒有一個「曼德拉時刻」。她認為相近而又可帶來這積極改變的人物是曾鈺成。
2019年5月出席香港國際財經台節目時，她表示外間對法庭就佔中九子判決的評論是不當的，表示該判決沒有政治動機，又指批評者根本沒有讀過三百多頁的判決書。她也認為當年政府推出的特首選舉辦法不佳，也明白何以港人不滿，但觀乎佔領行動如何沒有組織，這將成為日後供研究「何以不應搞公民抗命」的個案，並為香港留下兩極化的種子（legacy of polarisation）。然而她對《2019年逃犯及刑事事宜相互法律協助法例（修訂）條例草案》極為擔心，認為通過草案的代價極大，若政府不作讓步，她預示香港將面臨新的示威大時代（great new era of protest），街頭將出現許多混亂。當年6月9日起，反對逃犯條例修訂草案運動迅速擴大，衍生多場示威、集會、遊行等。
她之前有時會參與示威遊行，但2019年6月9日的遊行則沒有參加，因為深知「光是等起步就已經夠慘了」。她認為起初在6月12日，示威者和政府本仍有轉寰餘地，可以商談解決方法，但發展到後來，這已變得不再可能發生。她因多年合作關係，曾對警察滿懷敬意，但這次也認為警方似乎失去了市民預期應有的專業態度。一方面她認為仍然未有真正的化解社會對立的出路，但另一方面她亦認為大部分示威者態度天真不理性，部分行徑簡直令人髮指（totally deplorable），但示威者對於港府過分傾斜北京當局的蔑視，卻引起了社會大多數人的共鳴。
2020年7月初，她宣布因擔心香港國安法而不再擔任香港電台第三台節目Backchat的嘉賓主持一職。她認為國安法似乎可動輒令大家被控告，並擔心被指顛覆和對港府造成損害。她初時認為政府官員出來是令市民安心，但反而是建議不要再講某口號和審視公共圖書館和學校圖書館的書籍，令人頗為不安心。